# Scatta l'amore
Scatta l'amore (Picture This) è un film del 2025 diretto da Prarthana Mohan e remake inglese del film australiano Cinque appuntamenti al buio di Shawn Seet.

## Trama
Pia, ragazza fotografa single, riceve una previsione da un guru spirituale: l'amore della sua vita lo troverà in uno dei suoi prossimi cinque appuntamenti.

## Distribuzione
Il film è stato distribuito in streaming sulla piattaforma Amazon Prime Video il 6 marzo 2025.